# Susanne Kessler
Susanne Kessler (* 31. Oktober 1955 in Wuppertal) ist eine deutsch-italienische Malerin, Zeichnerin und Installationskünstlerin.

## Leben und Leistungen
Susanne Kessler studierte von 1975 bis 1982 Malerei und Grafik an der Hochschule der Künste (UdK) in Berlin und am Royal College of Art (RCA) in London. 2022 wurde sie mit dem Von der Heydt-Kulturpreis ausgezeichnet. 1992 gewann sie den Paul-Strecker-Preis der Stadt Mainz.
Neben Stipendien und Arbeitsaufenthalten führten sie mehr als 50 Einzelausstellungen und zahlreiche Gruppenausstellungen durch Europa sowie nach Indien, Pakistan, Mali, Äthiopien, Guatemala, Iran, Lettland und die USA (Turlock/CA, Washington/DC, New York/NY, Charlottesville/VA).
2001/2002 wurde sie als Gastprofessorin an die California State University, Stanislaus/ USA eingeladen. Danach folgten weitere Lehrtätigkeiten, so 2010 an der Akademie der Künste in Riga/Lettland und 2011 an der City University of New York, NY/USA.
Susanne Kessler ist Mitglied im Deutschen Künstlerbund. Sie lebt in Berlin und Rom.

## Werk
Bekannt wurde Susanne Kessler mit ihren raumgreifenden, organisch wirkenden Installationen. Vorrangig von der Zeichnung ausgehend beschäftigt sie sich seit vielen Jahren mit naturgemäßen, lebendigen Strukturen. Einige ihrer Arbeiten widmen sich Darstellungen des Inneren, z. B. der Struktur des menschlichen Gehirns, dessen sichtbare Erscheinung als auch sein innerer komplexer Aufbau thematisiert wird. Dabei steht das Gehirn als Ursprung für alles, was in der Welt entsteht und existiert, für alles Wahrnehmbare und als Quelle des menschlichen Bewusstseins. Erst die Limitation auf das eigene Gehirn, auf das eigene Denken und Visualisieren, fördert laut Kessler eine „Ich-Konstruktion“, die sich von der Wissenschaft entfernt und in eine künstlerische Welt führt.
Oftmals werden Gedankenfragmente, auch Gedankenzüge, die sich fortwährend mit biologischen Vorbildern beschäftigen, in ein zeichnerisches System eingebunden und bilden ein vielschichtiges Gewebe von sich überlappenden Mustern und poetischen Inhalten. Durch die Verbindung von wissenschaftlichen Zeichnungen und eigenen Assoziationen und Vorstellungen vermitteln ihre Installationen das Bild eines organischen Netzwerks. „Das verzweigte Leben bleibt rätselhaft und explosiv, geheimnisvoll wie ein Kokon…“, beschrieb sie es einmal. Im Zentrum ihres Schaffens wird das Prinzip des Lebens als Fluss der Lebensenergie, als Wandlungsprozess sichtbar gemacht, der gleichermaßen den Arbeitsprozess der Künstlerin abbildet. Zeichnungsserien werden immer wieder neu in Installationen eingebunden, um sie aus sich heraus zu erneuern. Es entstehen Räume mit grafischen Zeichen und Symbolen, die zum Teil die kinetische Energie des Raumes mit aufnehmen.
Jedes Environment wird direkt an den Ort angepasst. Ausgangspunkt ist dabei das Flüchtige, denn nur in der zeitlich begrenzten Existenz wird das Lebensrad sichtbar. Alles beginnt, entsteht und vergeht. Durch immer wieder neue Raumbedingungen und die ortsspezifische Dynamik versinnbildlicht das Konzeptuelle der Arbeit von Susanne Kessler die Auffassung von Evolution.
Als Zeichnerin sieht sich Susanne Kessler am Schnittpunkt zwischen aktuellen und antiken Verhältnissen, zu beiden Seiten hin in gleicher Entfernung, die zwar immer wieder beeinflusst von Ort und Material sind, aber innerlich unabhängig bleiben.

### Installationen

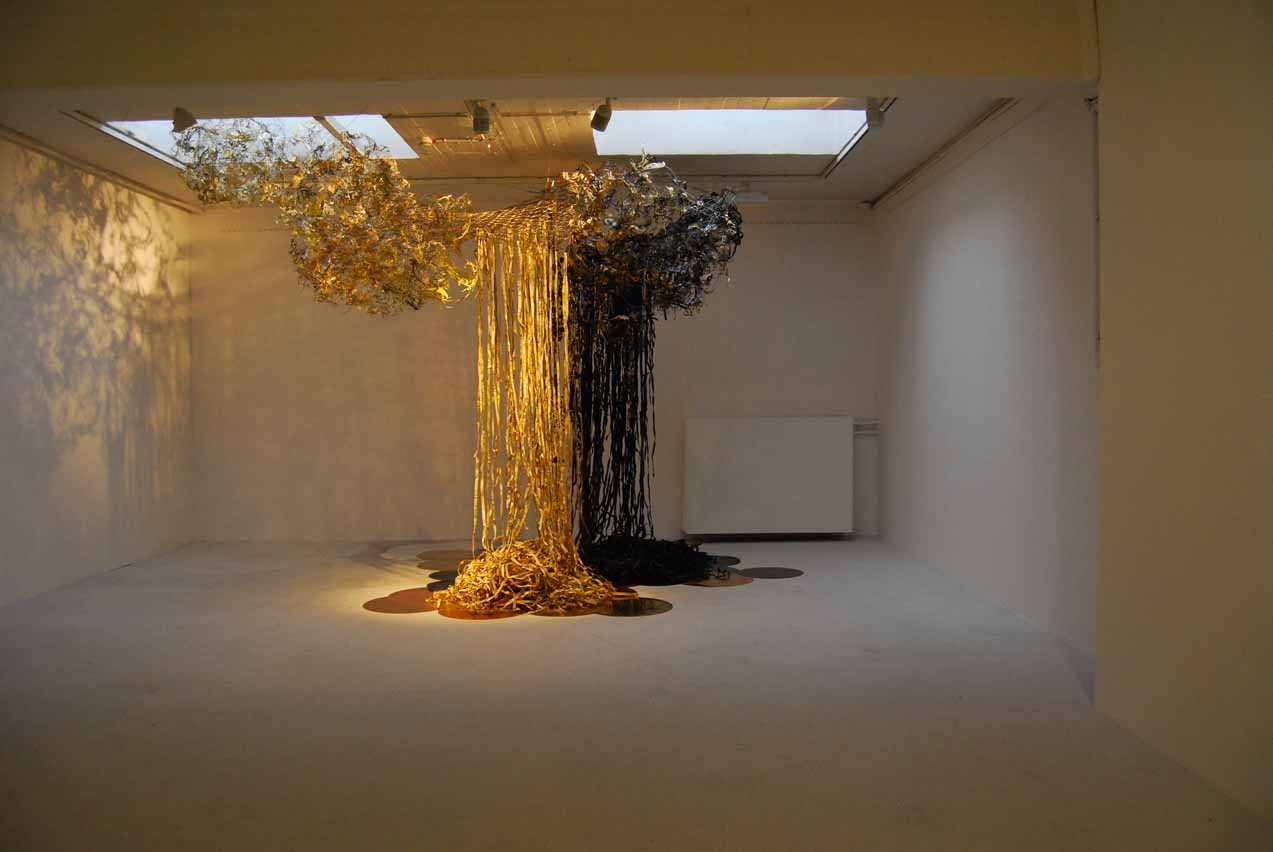
Susanne Kessler, The Gold and Tar Project, Frauenmuseum Bonn, 2010–2011
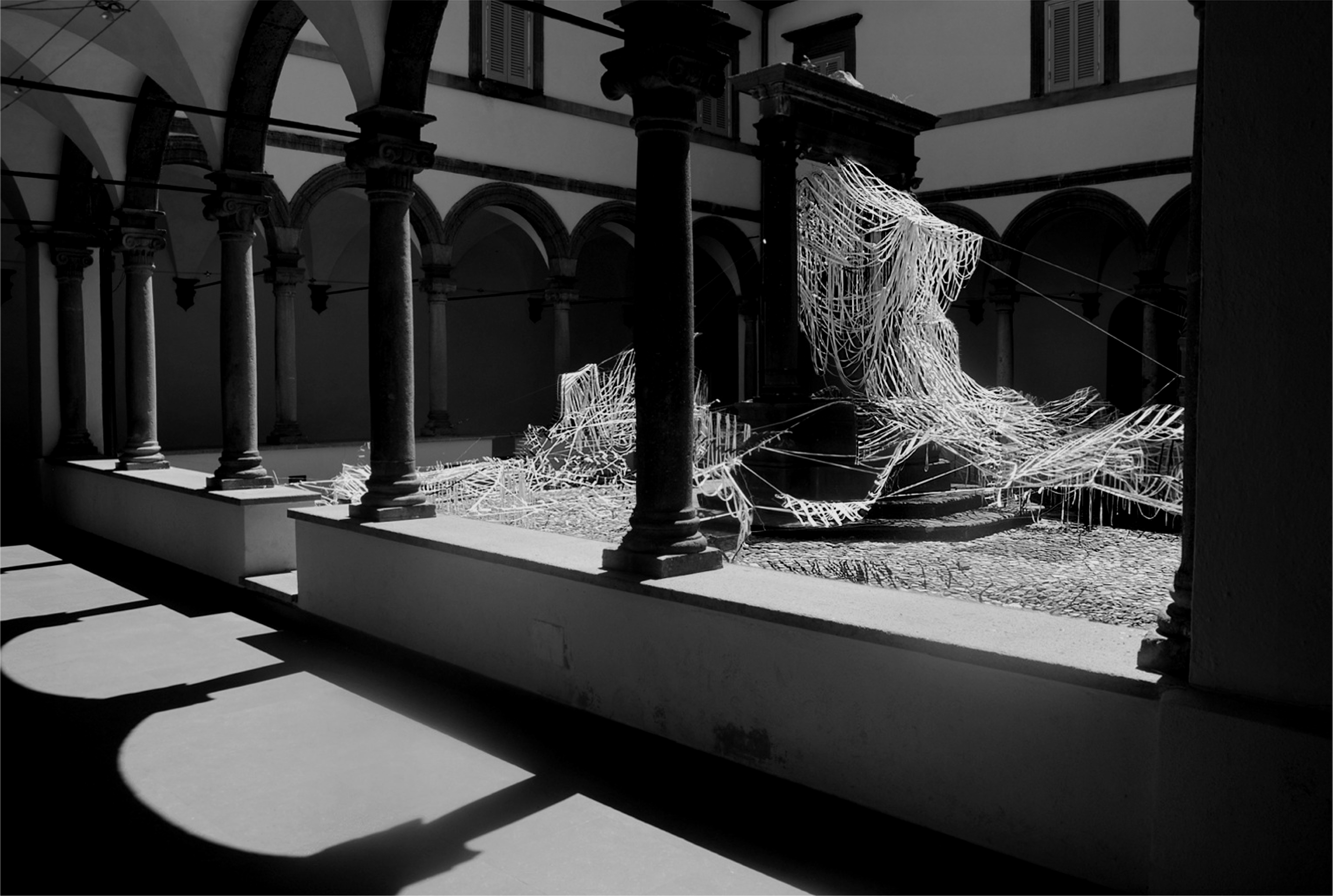
Susanne Kessler, "Ritmo e Linea", Museo Faina, convento di San Giovanni, Orvieto/IT, 2010
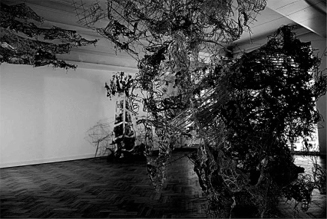
Susanne Kessler, in bilico, Galerie Epikur, Wuppertal, 2009
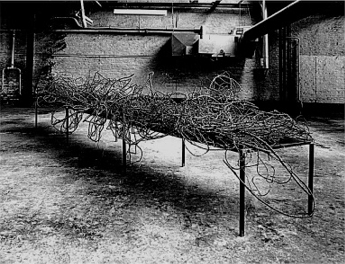
Susanne Kessler, Die Tafel (6m × 1,20m × 0,80m), 2005
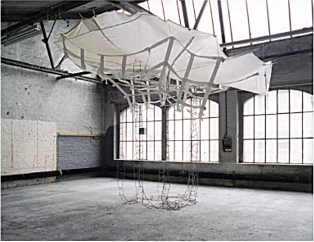
Susanne Kessler, Survival kit, 2005
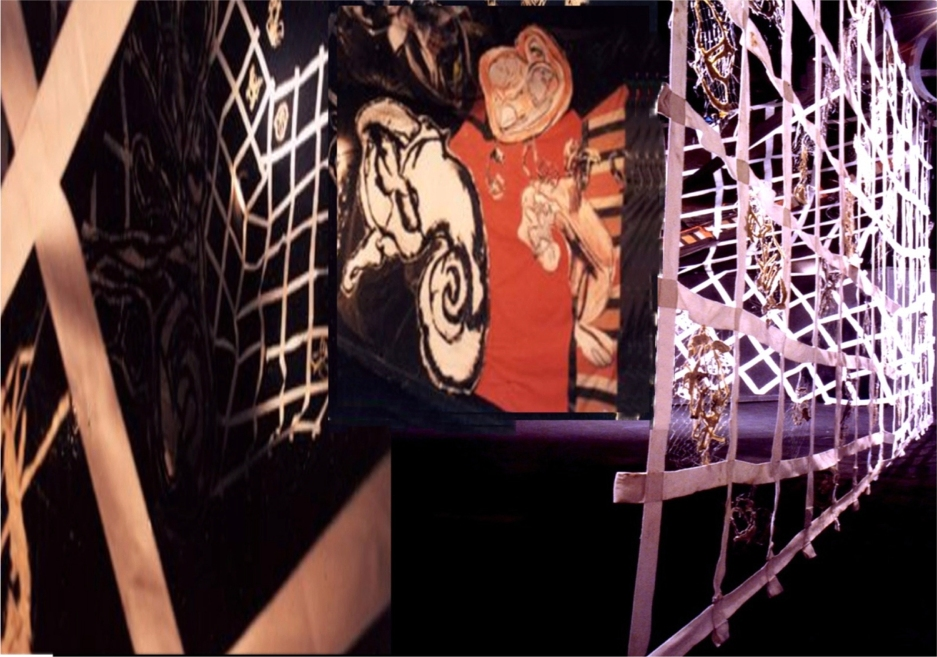
Susanne Kessler, Room of Evolution, Teheran/IR, 2003
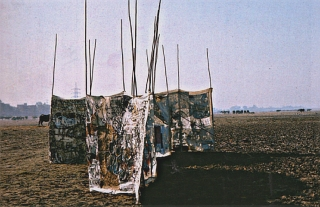
Susanne Kessler, ortsspezifische Arbeit in Lahore, Indien, 1996
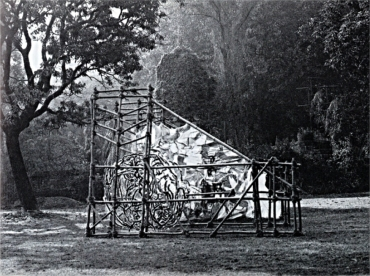
Susanne Kessler, ortsspezifische Arbeit "The universe moves" in New Delhi, Indien, 1995
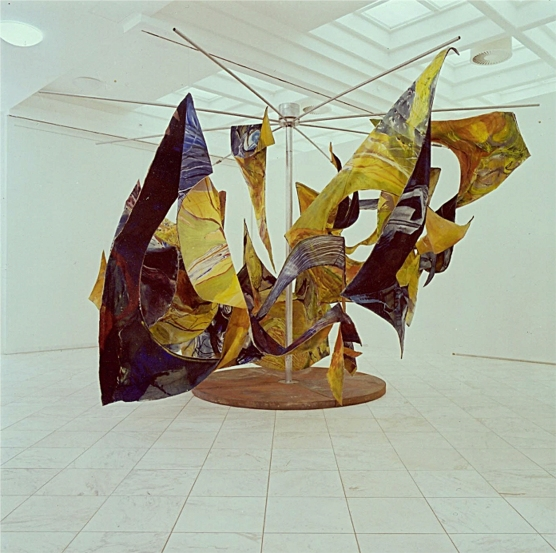
Susanne Kessler, Formenkarussell, 1988

## Auszeichnungen und Stipendien
- 1982   DAAD-Stipendium, Royal College of Art, London/GB
- 1983   Royal College of Art Éxchange Scholarship
- 1984   Stipendium des Deutsch-Französischen Jugendwerks, Paris/FR
- 1992   Paul-Strecker-Preis, Mainz
- 1995   Kaiserringstipendium der Stadt Goslar
- 1995–1996  Artist in Residence, Lalit Kala Akademie, Neu Delhi/IND
- 1996  Max Mueller Bhavan, Hyderabad, Mumbai, Chennai/IND
- 1996  Goethe-Institut Lahore/PK
- 2001–2002  Gastprofessorin und Artist in Residence, California State University, Stanislaus CA/USA
- 2003   Artist in Residence, Fadjr Festival, Teheran/IR
- 2005   Mitglied des „Viewing programs, Artist registry“ und Einladung zum “Artist Talk”, The Drawing Center New York, NYC/USA
- 2007  Artist in Residence, Second Street Galerie Charlottesville, VA /USA
- 2008  Internationales Symposium „Dialog“, Kunstakademie, Riga/LT
- 2010 Gastdozentin und Artist in Residence, Kunstakademie, Riga/LT
- 2011  Gastprofessorin und Artist in Residence City University of New York/USA

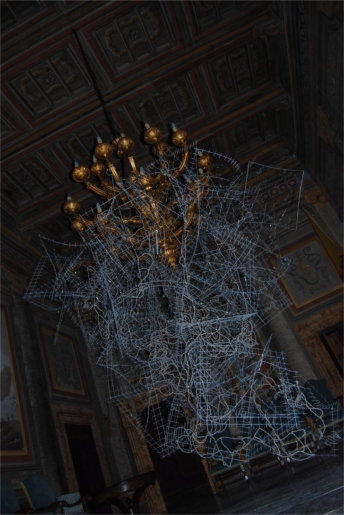
Susanne Kessler, installazione illuminata, Viterbo 2009

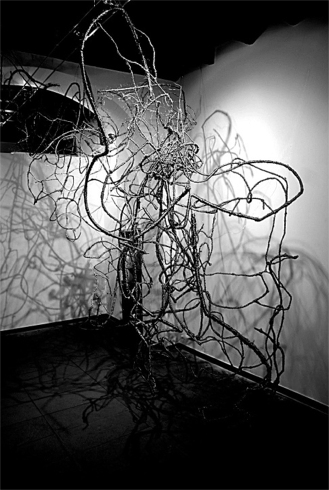
Susanne Kessler, disegno spaziale, Galleria Dora Diamanti, Rom 200

- 2014 Ruth Katzman Award, New York, NY/USA
- 2014 Artist in Residence, Art Students League Sparkill, NY/USA
- 2016–2018  Artist in Residence, Museum Kunst der Westküste, MKdW, Alkersum/Föhr
- 2020 Scholarship Europa des Senats von Berlin
- 2022 Von der Heydt-Kulturpreis

## Ausstellungen (Auswahl)

### Einzelausstellungen
- 2022: Ozean, Kunstverein Würzburg, Würzburg, DE
- 2022: About Roots and Borders, Conseil de l’Europe, Strassburg, FR
- 2021: Undated, Kunstverein Lippstadt, Lippstadt, DE
- 2019: Kontinuum, (mit Guda Koster) Kunstforum der Sparkasse Wuppertal, DE
- 2019: Wechselspiel, (mit Paolo Bielli), GAM, Galleria Arte Moderna, Rom, IT
- 2019: Odissea, Galerie Neon, Geppert Academy of Art, Wroclaw, PL
- 2018: Mappa Mundi, MACRO, Museo Arte Contemporaneo, Rom, IT
- 2018: Odissea, MKdW, Museum Kunst der Westküste, Alkersum/Föhr, DE
- 2016: Scudi, Sala Santa Rita, Rom, IT
- 2015: Galerie Whiteconcepts, Berlin
- 2015: American University Museum at the Katzen Arts Center, Washington D.C./USA
- 2015: Schauspiel Köln, CARLsGARTEN, Köln
- 2015: Off Course / Galerie Antonio Nardone, Brüssel/BE
- 2015: Santa Lucia del Gonfalone, Rom/IT
- 2014: Galerie Rotunda, Uniwersytetu Artystucznego/Hochschule der Künste, Poznań/PL
- 2014: Galerie Janzen, Düsseldorf
- 2014: Dominohaus, Reutlingen
- 2014: Kunstmuseum Solingen
- 2010: Museo Faina and Ex- convento di San Giovanni, Orvieto/IT
- 2009: Galerie Epikur, Wuppertal
- 2008: Galleria Dora Diamanti, Rom/IT
- 2008: John Jay University Galerie, City University New York, NY/USA
- 2007: Second Street Galerie Charlottesville, VA/USA
- 2005: American Association of the Advancement of Science, Washington D.C./USA
- 2003: Fadjr Festival, Taleghani Artist Forum, Teheran/IR
- 2001: Gustav-Lübcke-Museum, Hamm
- 2000: Cantieri alla Zisa/ Goethe-Institut Palermo/IT
- 1999: Beuys Archiv-Museum Schloss Moyland
- 1995: Mönchehaus-Museum für zeitgenössische Kunst, Goslar
- 1995: Von der Heydt-Museum, Wuppertal
- 1994: Städtische Galerie Albstadt
- 1992: Landesmuseum Mainz

### Gruppenausstellungen
- 2021 "RAW, Rome Art Week", Rom, IT
- 2021 "Arteporto", Porto Flavio and Claudio (Aussenskulptur), Ostia Antica/ Rom, IT
- 2021 "NaturaViva", Hortus Conclusus, (Aussenskulptur) La Ginestra, Acqualagna, IT
- 2020 "Off Shore", Kunstmuseum Albstadt, DE
- 2020 "Creative Contagion, Creative Alliance", Baltimore, USA
- 2020 "Carte Blanche VIII", Forum für Kunst und Kultur im Bahnhof, Herzogenrath, DE
- 2020 "Tiny Biennale", Temple University - Campus Rom, IT
- 2020 "Fe-*Mail Art", Air Galerie, New York, NY, USA
- 2019 "RAW, Rome Art Week", Rom, IT
- 2019 "Entasi", Casa dell’Architettura, Rom, DE
- 2019 "Berlin - Rome", Galerie Verein Berliner Künstler, Berlin, DE
- 2019 "Techne", Goethe-Institut Porto Allegre, BR
- 2019 "Rome - Berlin", Centro Luigi di Sarro, Rom, IT
- 2019 "Anyone Can Fly", Sugar Hill Children’s Museum of Art, Harlem, New York, USA
- 2018 "Hand in Hand", Hongdei Museum, Chengdu, CN
- 2018 "Biennale Arte di Viterbo", Palazzo Priori, Viterbo, IT
- 2018 "Wild and Connected", Galerie Verein Berliner Künstler, Berlin, DE
- 2018 "Ricognizioni. Dai BoCs Art i linguaggi del contemporaneo", Museo BoCs Art, Cosenza, IT
- 2017 „Macht Geld“, mit Franziska Rutishauser und Vadim Zakharov, VBK - Verein Berliner Künstler, Berlin[3]
- 2015 "flux", Winterausstellung15, VBK - Verein Berliner Künstler, Berlin
- 2015 "Open Studio", The Arlington Art Center, Arlington, VA/USA
- 2015 “6. Herbstsalon 2015”, Kunstverein Artlantis, Bad Homburg
- 2015 “L’Arte Magica”, XLVIII Premio Vasto, Vasto/IT
- 2015 “Insieme”, Cittadellarte - Fondazione Pistoletto, Biella/IT
- 2015 “Scultura II”, Galleria Monserrato Arte, Rom/IT
- 2014 “Open Studios”, The League Residency at Vyt, Sparkill, NY/USA
- 2014 “ACFF 2014”, Open Center, New York, NY/USA
- 2014 “Premio Pio Alferano 2014”, Castello dell’Abate, Belvedere, Castellabate/IT
- 2014 “Arte Contemporanea nel segno del Sacro”, Basilica di San Giovanni a Cimitile, Nola/IT
- 2014 “OSTRALE’014”, Dresden
- 2014 “just fair”, Galerie Whiteconcepts, Berlin
- 2014 “Socks for Life”, European Parliament, Altiero Spinelli Building, Brüssel, BE
- 2013 "Extra Ordinary Day", MAAM (Museo dell’Altro e dell’Altrove di Metropoliz), Rom/IT
- 2013 “Le donazioni 2013”, Galleria Civica d’Arte Contemporanea, Casacalenda/IT
- 2013 "In Simbiosi", Accademia di Romania, Rom/IT
- 2013 "Any One Can Fly", ACA Galleries, New York, NY/USA
- 2013 “A Women Call for Peace”, Anya und Andrew Shiva Galerie, New York/USA
- 2013 “Mapping. Ridisegnare luoghi”, Il Frantoio, Capalbio/IT
- 2013: "aus ernst wird spaß - das ironische in der kunst", Deutscher Künstlerbund Berlin
- 2013: "La città duplice - mappe e visioni", Bibliothé Galleria d’Arte Contemporanea, Rom/IT
- 2013: Projektraum Deutscher Künstlerbund Berlin
- 2013: The Manchester Science Festival, Victoria Warehouse, Manchester/GB
- 2011: Washington Project for the Arts, Washington/USA
- 2010: Ex-GIL, Rom/IT
- 2010: Galerie Whiteconcepts, Berlin
- 2009: Galerie Inga Kondeyne, Berlin
- 2005: Nassauischer Kunstverein Wiesbaden